# 威嘉律师事务所
威嘉律师事务所（Weil, Gotshal & Manges），是一所美国跨国律师事务所，总部位于美国纽约市。
此律师事务所采取有限责任合伙制度，雇佣1100多名律师，并且年利润超过$18亿美元。美国著名法律网站《美国律师》认为，威嘉是世界上最大、最有声望的律师事务所之一。

## 简介
1931年，该公司建立于纽约市，由弗兰克·威尔、西尔万·戈查尔和贺拉斯·麦戈斯三人合伙创建。自1968年起，公司总部位于纽约市中心的纽约通用汽车大厦，毗邻中央公园。
公司的发展非常迅速，在随后的几十年中，它的客户包括通用电气、通用汽车等，成为美国最大的律师事务所之一。1975年，事务所在华盛顿特区建立分所；在1980年代，它在迈阿密、休斯顿和达拉斯陆续建立分公司，它以非讼金融业务与私人资本运营业务为著称。
公司向全球化转型，它陆续在法兰克福、伦敦和慕尼黑建立办公室。1989年，随着柏林墙事件，公司涉足进入中欧和东欧国际市场，1990年代初期，它在布达佩斯、布拉格和华沙建立办公室。21世纪后，它陆续在北京、迪拜、香港和上海建立公办室。截止2012年，事务所的三分之一业务均在美国海外市场。
该公司也因破产、公司合并、兼并与收购、税务等领域专业度，收到企业及用人单位的好评。